# Борув (Красноставський повіт)
Борув (пол. Borów) — село в Польщі, у гміні Гошкув Красноставського повіту Люблінського воєводства.
Населення — 213 осіб (2011).
У 1975-1998 роках село належало до Замойського воєводства.

## Демографія
Демографічна структура станом на 31 березня 2011 року:
|          | Загалом | Допрацездатний вік | Працездатний вік | Постпрацездатний вік |
| -------- | ------- | ------------------ | ---------------- | -------------------- |
| Чоловіки | 99      | 15                 | 68               | 16                   |
| Жінки    | 114     | 11                 | 55               | 48                   |
| Разом    | 213     | 26                 | 123              | 64                   |